# Copa del Món de Clubs de la FIFA 2020
La Copa del Món de Clubs de la FIFA (coneguda oficialment com la Copa Mundial de Clubs de la FIFA Qatar 2020 presentada per Alibaba per motius de patrocini) va ser la 17a edició de la Copa Mundial de Clubs de la FIFA, un torneig internacional de futbol de clubs organitzat per la FIFA entre els guanyadors dels sis campionats continentals. confederacions, així com els campions de lliga del país amfitrió. El torneig es va disputar a Qatar.
L'esdeveniment es va ajornar el 2021 a causa de la pandèmia de la COVID-19, ja que els campions de l'AFC, CONMEBOL i CONCACAF no s'haurien decidit a temps per al torneig. Inicialment s'havia de celebrar el desembre de 2020, però el 17 de novembre del mateix any la FIFA va anunciar que la competició es jugaria entre l'1 i l'11 de febrer de 2021.